# Coppa dei Paesi Bassi (calcio femminile)
La Coppa dei Paesi Bassi, citata in lingua italiana anche come Coppa d'Olanda, in olandese KNVB Beker Vrouwen o, per ragioni di sponsorizzazione, TOTO KNVB Beker, è la coppa nazionale riservata alle squadre di calcio femminile dei Paesi Bassi. Assegnata dalla locale federazione calcistica (KNVB), è organizzata a cadenza annuale.
Il torneo venne disputato per la prima volta nella stagione 1980-1981 con la formula a eliminazione diretta. Ha mutato il suo formato dalla stagione 2007-2008, quando venne introdotto al primo turno una fase a gironi al quale prendevano parte squadre iscritte alla Hoofdklasse e all'Eerste Klasse, rispettivamente secondo e terzo livello del campionato olandese, mentre le squadre della neoistituita Eredivisie (primo livello) aggiunte entravano nella fase a eliminazione diretta. Con l'introduzione della Topklasse come secondo livello dalla stagione 2011-2012, le squadre dell'Eerste Klasse non parteciparono più al torneo.
Le 42 edizioni disputate sino alla stagione 2022-23 inclusa sono state vinte da venti club differenti. Dieci club che hanno vinto due o più coppe, col record di vittorie detenuto da Fortuna Wormerveer (che ha vinto la coppa tre volte come WFC e una volta con la nuova denominazione), Saestum e Ajax, con quattro vittorie ciascuno.

## Albo d'oro
| Anno      | Vincitore           | Risultato                   | Finalista                   | Località                        | Località            |
| Anno      | Vincitore           | Risultato                   | Finalista                   | Stadio                          | Città               |
| --------- | ------------------- | --------------------------- | --------------------------- | ------------------------------- | ------------------- |
| 1980-1981 | HSV Celeritas       | 4 - 3                       | Puck Deventer               |                                 |                     |
| 1981-1982 | RKTVC               | 2 - 1                       | ONB                         |                                 |                     |
| 1982-1983 | Puck Deventer       | 3 - 0                       | AFC '34                     |                                 |                     |
| 1983-1984 | VV Flevo            | 2 - 1 (dts)                 | RKTVC                       |                                 |                     |
| 1984-1985 | KFC                 | Vincitore del girone finale | Vincitore del girone finale |                                 |                     |
| 1985-1986 | ODC                 | 3 - 2                       | UD                          |                                 |                     |
| 1986-1987 | KFC '71             | 3 - 2                       | ONB                         |                                 |                     |
| 1987-1988 | RKTVC               | 5 - 1                       | KFC                         |                                 |                     |
| 1988-1989 | KFC                 | 4 - 1                       | KFC '71                     |                                 |                     |
| 1989-1990 | KFC '71             | Vincitore del girone finale | Vincitore del girone finale |                                 |                     |
| 1990-1991 | KFC '71             | 1 - 0                       | KFC                         |                                 |                     |
| 1991-1992 | Ter Leede           | 6 - 0; 0 - 3                | DVC Den Dungen              |                                 |                     |
| 1992-1993 | KFC                 | 2 - 0                       | Berghuizen                  |                                 |                     |
| 1993-1994 | Den Dungen          | 2 - 1                       | Gelre                       |                                 |                     |
| 1994-1995 | Den Dungen          | 2 - 1                       | Puck Deventer               |                                 |                     |
| 1995-1996 | WFC                 | Vincitore del girone finale | Vincitore del girone finale |                                 |                     |
| 1996-1997 | Saestum             | ?                           | SteDoCo                     |                                 |                     |
| 1997-1998 | Saestum             | ?                           | Puck Deventer               |                                 |                     |
| 1998-1999 | WFC                 | Vincitore del girone finale | Vincitore del girone finale |                                 |                     |
| 1999-2000 | Zwart-Wit '28       | 4 - 2                       | Saestum                     |                                 |                     |
| 2000-2001 | Ter Leede           | 3 - 1                       | Saestum                     |                                 |                     |
| 2001-2002 | Braakhuizen         | 1 - 0                       | Saestum                     |                                 |                     |
| 2002-2003 | WFC                 | 3 - 2                       | Saestum                     |                                 |                     |
| 2003-2004 | Saestum             | 2 - 1                       | Braakhuizen                 |                                 |                     |
| 2004-2005 | Oranje Nassau       | 5 - 0                       | Be Quick '28                |                                 |                     |
| 2005-2006 | Fortuna Wormerveer  | 2 - 1 (dts)                 | Be Quick '28                |                                 |                     |
| 2006-2007 | Ter Leede           | 4 - 1                       | RVVH                        |                                 |                     |
| 2007-2008 | Twente              | 3 - 1                       | Utrecht                     | Yanmar Stadion                  | Almere              |
| 2008-2009 | Saestum             | 2 - 1                       | Oranje Nassau               |                                 | Hattem              |
| 2009-2010 | Utrecht             | 3 - 0                       | Ter Leede                   | Complesso sportivo Duinwetering | Noordwijk           |
| 2010-2011 | AZ Alkmaar          | 2 - 0                       | Heerenveen                  | Stadio Abe Lenstra              | Heerenveen          |
| 2011-2012 | ADO Den Haag        | 5 - 2                       | VVV-Venlo                   | Kyocera Stadion                 | L'Aia               |
| 2012-2013 | ADO Den Haag        | 1 - 1 (dts) (5-4 dtr)       | Twente                      |                                 |                     |
| 2013-2014 | Ajax                | 2 - 1                       | PSV/FC Eindhoven            | Complesso sportivo Goed Genoeg  | Amsterdam           |
| 2014-2015 | Twente              | 3 - 2                       | Ajax                        | Kyocera Stadion                 | L'Aia               |
| 2015-2016 | ADO Den Haag        | 1 - 0                       | Ajax                        | Kyocera Stadion                 | L'Aia               |
| 2016-2017 | Ajax                | 2 - 0                       | PSV                         | Kyocera Stadion                 | L'Aia               |
| 2017-2018 | Ajax                | 3 - 1                       | PSV                         | Complesso sportivo De Westmaat  | Spakenburg          |
| 2018-2019 | Ajax                | 2 - 1                       | PEC Zwolle                  | Van Donge & De Roo Stadion      | Rotterdam           |
| 2019-2020 | Coppa non assegnata | Coppa non assegnata         | Coppa non assegnata         | Coppa non assegnata             | Coppa non assegnata |
| 2020-2021 | PSV                 | 1 - 0                       | ADO Den Haag                | Yanmar Stadion                  | Almere              |
| 2021-2022 | Ajax                | 2 - 1                       | PSV                         | Goffertstadion                  | Nimega              |
| 2022-2023 | Twente              | 4 - 0                       | PSV                         | Bingoal Stadion                 | L'Aia               |
| 2023-2024 | Ajax                | 3 - 1                       | Fortuna Sittard             | Stadio Re Willem II             | Tilburg             |
| 2024-2025 | Twente              | 2 - 1                       | PSV                         | Sparta Stadion Het Kasteel      | Rotterdam           |

## Statistiche

### Vittorie per squadra
| Club                             | Vittorie | Anni                               |
| -------------------------------- | -------- | ---------------------------------- |
| Ajax                             | 6        | 2014, 2017, 2018, 2019, 2022, 2024 |
| Fortuna Wormerveer (incluso WFC) | 4        | 1996, 1999, 2003, 2006             |
| Saestum                          | 4        | 1997, 1998, 2004, 2009             |
| Twente                           | 4        | 2008, 2015, 2023, 2025             |
| KFC '71                          | 3        | 1987, 1990, 1991                   |
| KFC                              | 3        | 1985, 1989, 1993                   |
| Ter Leede                        | 3        | 1992, 2001, 2007                   |
| ADO Den Haag                     | 3        | 2012, 2013, 2016                   |
| RKTVC                            | 2        | 1982, 1988                         |
| Den Dungen                       | 2        | 1994, 1995                         |
| Celeritas                        | 1        | 1981                               |
| Puck Deventer                    | 1        | 1983                               |
| Flevo                            | 1        | 1984                               |
| ODC                              | 1        | 1986                               |
| Zwart-Wit '28                    | 1        | 2000                               |
| Braakhuizen                      | 1        | 2002                               |
| Oranje Nassau                    | 1        | 2005                               |
| Utrecht                          | 1        | 2010                               |
| AZ Alkmaar                       | 1        | 2011                               |
| PSV                              | 1        | 2021                               |